# Македонска имиграция в България
Македонската имиграция в България е съставна част от населението в страната. Формира се в продължение на дълги години, отначало като част от процесите на миграция в границите на Османската империя, но най-масовите преселения към България стават бежанските вълни от Македония в периода от края на XIX век до средата на XX век, които са в резултат на потушени въстания и масовите гонения срещу македонските българи.
Голяма част от имиграцията се съсредоточава в София и другите големи градове на България и активно се включва в културно-обществените и политическите дейности в страната. Много македонски имигранти заемат ръководни позиции в българската армия, политическите партии и вестникарски редакции, участват пряко в ръководството на страната, като така на практика влияят осезателно върху вътрешната и външната политика на България. Основното брожение е по решаването на македонския въпрос, във връзка с което се провеждат войните за национално обединение на България (1912-1918). Голямата част от македонската емиграция запазва българската си национална идентичност, но в резултат на различни процеси малка част от нея участва във формиране на политическата идея за самостоятелна македонска идентичност.
След демократичните промени от 1989 г. наследниците на македонските имигранти продължават да имат обществено и политическо влияние в страната. Нейното наличие се разглежда от някои националистически кръгове в Северна Македония като доказателство за съществуване на македонско малцинство в България.

## Миграционни вълни от Македония към България

### По време на Османското владичество
Информация за миграционни вълна в рамките на Османската империя от Македония, Тесалия и Епир към Тракия и Добруджа съществуват още преди XIX век. Преселници от Македония, станали известни като тронки, още през XVI век се заселват в странджанските села Момина църква, Факия, Кирово, Голямо Буково, Горно и Долно Ябълково. Македонци от цялата област мигрират в Брацигово, Пещера, Панагюрище, Копривщица, Жеравна, Градец, Върбица и много други селища.
От началото на българското национално възраждане много от дейците, участвали в него, са от областта Македония. Паисий Хилендарски прекарва голяма част от живота си като таксидиот по българските земи. По-късно написва „История славянобългарска“, дала основен тласък на Българското възраждане, а Йоаким Кърчовски обикаля и развива просветна дейност в Самоковско и Кюстендилско. Част от ранните възрожденци от Македония не посещават източните дялове на българското етническо землище, но влизат в контакт с тамошната интелигенция и участват в културния живот на българите. Димитър и Константин Миладинови сътрудничат с Георги Раковски и други представители на българската емиграция в Русия, правят дописки в печатните издания „Братски труд“, „Български книжици“, „Дунавски лебед“ и други. Петко Славейков започва издаването на вестник „Македония“, който обединява около себе си част от зараждащата се българска интелигенция в Македония. Късните възрожденци Григор Пърличев и Кузман Шапкарев прекарват голяма част от живота си в източните български земи, включително след освобождението на България.

### В свободна България
С началото на Руско-турската война от 1877 - 1878 година първите бежански вълни започват да се стичат към новоосвободените български земи. След избухването на Кресненско-Разложкото въстание голяма част от засегнатото население в областта преминава границата с България. След потушаването на въстанието през май 1879 г. поражението на въстанието и жестокостите на турската войска и башибозук над населението принуждават над 25 000 души от Мелнишко, Горноджумайско, Разложко и други краища на Македония да напусне родните си селища и да потърси убежище в Княжество България. Част от тях по-късно се завръщат по родните си места, но мнозинството се установява в градовете Кюстендил, Дупница, Самоков, Пазарджик и дори в Ловеч и околните им села.
Поради продължаващите сблъсъци на български чети с турски войски дори в педиода 1880 - 1885 година емиграцията от Кривопаланечко, Кратовско, Кочанско, Битолско, градовете Охрид, Прилеп и Велес продължава. Към края на XIX век към България започва преселение от Костурско към Варна, София и Бургас, както и от Дебърско, Тетовско и Кичевско. След създаването на Вътрешната македоно-одринска революционна организация и създаването на афери броят на бежанците към България се увеличава.
Между 1888 и 1893 година броят на македонските емигранти в България е към 30-45 000 души, а към началото на XX век достигат 50 000 души.
Според английско свидетелство в Княжество България през 1901 г. живеят 3 580 000 души, с 600 000 повече от 1890 г., като разликата се дължи основно на засилената емиграция от Македония към България. В София по онова време живеят 20 000 македонци, в Пловдив – 8000, значителни македонски общности има и в другите големи български градове. Според Дънкан Пери в периода 1890-1900 г. от Македония пристигат към 100–200 000 имигранти, част от които са лекари, учители, адвокати, свещеници, дипломати и новинари. Чрез тях македонската емиграция добива сериозно влияние в политиката, управлението и армията на България. От 1289 офицери в българската армия около 430 (33%) са родом от Македония, от 35 000 държавни служители 15 000 (43%) са македонци и от 3412 екзархийски свещеници 1262 (37%) са от Македония.
Според Васил Кънчов през 1896 година 955 души от 20 509 чиновници са родом от Македония. Годишно от Македония пристигат по 200-300 студенти в България. Съсредоточаване на голям дял от македонската емиграция в София (1/6 от цялото население на града по онова време) създава предпоставки за конфликти с местното население на битово ниво.
В периода 1895 - 1903 година броят на бежанците от Македония в България се увеличава след неуспешните Мелнишко, Горноджумайско и Илинденско-Преображенско въстание. Взаимоотношенията на България с другите християнски балкански страни Румъния, Сърбия и Гърция се влошават, организациите им са разтурени, а част от българската емиграция е принудена да се прибере в България.
До избухването на Балканската война през 1912 година броят на бежанското население постепенно се увеличава. След Междусъюзническата война към България са присъединени Пиринска Македония и Струмишко. Към тях и в Западна Тракия се стичат българи бежанци от останалите под сръбска и гръцка власт части на Македония. Само в град Струмица пристигналите бежанци към 1921 година са над 2700 души от Кукушко.

### След Първата световна война
След края на Първата световна война България подписва Ньойския договор през 1919 година и губи Струмишко и Западна Тракия. Договорът предвижда размяна на население от националните малцинства между Гърция и България. Още през 1922 г. е приет закон за уреждане статута на бежанците и финансови помощи за тях в България. През 1924 година двете страни подписват Спогодбата Калфов – Политис, чрез която се осигуряват националните и културните права на българското малцинство в Гърция и на гръцкото малцинство в България. След тази дата българското население в Егейска Македония и Западна Тракия масово започва да се преселва в България, като това създава хуманитарна криза в страната. През 1927 г. е подписана Спогодбата Моллов – Кафандарис, която урежда финансовите въпроси по ликвидиране на българските имоти в Гърция и на гръцките в България.
В средата на 1920-те години в България има вече над 300 000 бежанци от Македония. Емиграцията към България продължава и след това като резултат от денационализаторската политика в Кралство Гърция и Кралство Югославия. След разгрома на 2-те държави от Нацистка Германия през пролетта на 1941 г. по време на Втората световна война и установяването на българска администрация във Вардарска и Егейска Македония и Западна Тракия се наблюдава обратен процес на емиграция към родните места. Тази политика е подкрепяна от българските власти като част от ребългаризирането на тези земи. До 1944 г. българското население в Беломорието е тероризирано от гръцката комунистическа съпротива и от прогерманските паравоенни организации. След 9 септември 1944 г. с изтеглящите се български военни части отново пристига в България вълна от бежанци.

### След Втората световна война
Вследствие на гражданската война в Гърция над 20 000 души идват в България. По външнополитически внушения София насилствено репатрира над 17 000 от тях към НР Македония. Тя обаче на свой ред заедно с други бежанци, ги прехвърля в различни държави от Централна Европа и СССР. След множества страдания отделни семейства на македонски българи успяват да се завърнат в България. Тежък изселнически маршрут от Гърция имат и над 17 хиляди деца на възраст от 2 до 14 години. Значителна част от тях са потомци на македонски българи. За да бъдат спасени от Гражданската война, през 1948 г. те са изведени от Демократичната армия на Гърция (ДАГ) към Албания, Югославия и България, а по-късно са евакуирани към Унгария, Полша, Чехословакия, Румъния, СССР. В България остават около 670 деца. След гражданската война в Гърция една част от бившите бойци на ДАГ се установяват в София, други във Варна, като някои като Пандо Войнов достигат до високи постове.

### След разпадането на Югославия
Въпреки че около 71 000 македонци са получили българско гражданство (предимно на базата на деклариран български произход) между 2002 и 2017 година, според преброяването от 2011 г. само 1091 северномакедонски граждани постоянно пребивават в България.

## Влияние в България до 1918 г.

### Начално проявление
След подписването на Берлинския договор от 1878 година Македония и голяма част от Тракия са върнати на Османската империя. Успоредно със спонтанно организираната съпротива на македонските българи останали под османска власт (виж: Мемоар на българските църковно-училищни общини в Македония и Мемоар на българи от Македония от 19 декември 1879) и македонската емиграция в България прави опити да се противопостави на решенията на Великите сили. Създават се комитетите „Единство“, които осъществяват Кресненско-Разложкото въстание.
Скоро след потушаването на въстанието през 1880 година в Русе е създадена от охридчанина Васил Диамандиев Българомакедонската лига, която изисква прилагането на член 23 от Берлинския договор и за Македония, чрез което да се постигне самоуправление на местните българи, както това става в Източна Румелия. През 1881 година лигата се трансформира в културно-просветната организация Българомакедонско благотворително дружество, но през 1884 година дружеството се разцепва на няколко пъти и в крайна сметка замира. Никола Живков и Коста Паница продължават дейността на комитета с ново име.
През 1885 година група български революционери основават Македонски комитет, станал известен по-късно като Български таен централен революционен комитет. Първоначалната цел на комитета е освобождението на Македония от османска власт и обединението на българските земи в едно цяло, но в крайна сметка се постига само съединението на Княжество България и Източна Румелия. В този комитет участват видните македонски дейци Димитър Ризов, Пере Тошев, Христо Татарчев, Андрей Ляпчев, Спиро Костов, Тома Карайовов и други.
Политическият и културният живот на Македонската емиграция в България е замразен по време на управлението на Стефан Стамболов (1887-1894). Той предприема политика на приятелство с Османската империя и по-мирен път постига подобряване на положението на българите в Османската империя, конкретно чрез получаването на берати на 3 нови берата за български митрополити. Дейността на Българската екзархия по църковните и културно-образователните въпроси създават сериозно търкане на властта с македонската емиграция. Заради политическите гонения в България от страна на управляващата Народнолиберална партия македонската емиграция създава тайни и конспиративни организации. Такава е Македонското студентско дружество „Дружба“ (1890-1891), в което участват Даме Груев, Петър Попарсов, Христо Коцев, Димитър Мирчев, Никола Дейков и Никола Наумов. През 1892 година то се трансформира в Млада македонска книжовна дружина, като към вече утвърдените македонски дейци се присъединяват Георги Баласчев, Коста Шахов, Георги Белев, Наум Тюфекчиев, Войдан Чернодрински, Гоце Делчев, Лука Джеров, Иван Хаджиниколов, Христо Матов и много други. Дружеството е разпуснато от властта, част от активистите му са арестувани и репресирани, а печатния му орган списание „Лоза“ е забранен.
От средите на македонската емиграция в България се оформя едно ядро, участващо активно в културния живот в България. Войдан Чернодрински е сред ярките дейци на театралното изкуство в страната, неговите пиеси се играят пред голяма публика и имат широк успех зад граница. Най-известната му драматургична творба е „Македонска кървава сватба“ от 1900 година, а през 1909 година основава самостоятелен Македонски театър, с който по-късно обикаля в самата Македония. Други по-известни културни дейци са актьорите Борис Борозанов, Кръстьо Сарафов, много дърворезбари и зографи, сред които Нестор Алексиев, Антон Станишев, художниците Райко Алексиев, Стефан Баджов, Тръпко Василев, архитекти като Наум Торбов и Никола Юруков, музиканти дейци като Ангел Букорещлиев и много други.

### Начало на революционната дейност
На 23 октомври 1893 година в Солун е основана Вътрешната македоно-одринска революционна организация и през 1894 година е издадена брошурата „Стамболовщината в Македония и нейните представители“ от Вардарски (Петър Попарсов). Междувременно правителството на Стефан Стамболов пада от власт, самият той попада в изолация и на 18 юли 1895 година е убит от терористичната група на Наум Тюфекчиев, член на набързо основаното дружество Братски съюз, чийто председател е Трайко Китанчев. По същото време в Османската империя започват масови кланета на арменци (1894-1896), а в България се провеждат масови протести в подкрепа на арменците и повторно искане за прилагане на член 23 от Берлинския договор за Македония. Тези събития дават стимул за силна активизация на македонската емиграция в България.
През 1894 година Васил Главинов, подтикнат от Димитър Благоев, създава във вътрешността на Македония Македоно-одринска социалдемократическа група, която скоро след това придобива влияние и сред емиграцията в България, а като по-активни участници в нея се открояват Атанас Раздолов, Димо Хаджидимов, Димитър Мирасчиев и други.
Под ръководството на Трайко Китанчев започва обединението на вече съществуващите легални македонски дружества в България и Румъния. Между 19 и 28 март 1895 година се провежда Първия македонски конгрес в София, на който е създадена обща организация – Македонската организация, начело на която стои Македонският комитет (известен с по-късното си име Върховен комитет). В ръководното тяло са избрани: председател Трайко Китанчев, подпредседател Наум Тюфекчиев и секретар Тома Карайовов. Определена е главната политическа цел, а именно политическа автономия на Македония, която остава водеща до края на Първата световна война. Въпреки това не липсват привърженици, т.е. групата около Димитър Македонски, които подкрепят идеята за пряко присъединяване на Македония към България.
През юни – август 1895 година революционно настроената група в Македонския комитет, със знанието и помощта на правителството на Константин Стоилов и лично на княз Фердинанд I, организира Четническа акция в Мелнишко и Неврокопско. Целта е допълнителна дестабилизация на Османската империя и заявка за бъдещ натиск срещу нея от страна на българската династия. По същество акцията е неуспешна, но предизвиква сериозно раздвижване и реакции в Европа. В Румъния започват гонения срещу българските активисти, а македонските дружества там са разтурени. Междувременно през август същата година умира Трайко Китанчев. На проведения през декември същата година Втори македонски конгрес се стига до разцепление на организацията, като привържениците на активната революционна дейност и провеждането на нови четнически акции се обособяват в офицерски Македонски комитет, ръководен от Антон Бузуков, Никола Наумов и Спиро Петков, както и Йордан Венедиков, Наум Тюфекчиев, Димитър Жостов и Георги Влахов. Двата македонски комитета изпадат в криза, офицерският дори се разпада, за да се преодолеят пречките на Третия македонски конгрес от края на 1896 година е избрано ръководство в състав Данаил Николаев, Йосиф Ковачев, Пантелей Урумов, Христо Станишев, Александър Радев, капитан Атанас Дуков, Никола Червениванов, Димитър Ляпов, Андрей Ляпчев, Алеко Константинов, Любомир Милетич и Георги Георгов.
Между 1896 и 1897 година ВМОРО създава Задгранично представителство в София, начело с Гоце Делчев и Гьорче Петров. Те отговарят за взаимоотношенията на вътрешната организация с представителите на легалната македонска емиграция в България и с българските власти. По право те са членове и на Македонския комитет. През 1899 година на Шестия македонски конгрес е избран нов председател в лицето на Борис Сарафов. Под негово ръководство започва тясно сътрудничество между двете организации, подкрепени от емиграцията и българската власт. Българските освободителни братства изпращат офицери в Македония за да направят военна подготовка на местното население, освен това в Македония се изпращат финансови средства и оръжие и се действа за създаване на разбирателство на всички български организации в Македония. През 1900 година към комитета се присъединяват одрински дружества и на Седмия македоно-одрински конгрес организацията се претворява във Върховен македоно-одрински комитет, като членската и маса достига 50-60 000 души. В следващите години обаче, отношенията между ВМОРО и ръководената от Върховния македоно-одрински комитет македонска емиграция в България се влошават. От 1901 година насетне Върховният комитет организира аферата Стефан Михайляну, Горноджумайското въстание, участва в Илинденско-Преображенското въстание и успоредно с това влиза в конфликт с Вътрешната организация, като дори се водят братоубийствени сражения между чети на двете организации. Заради натрупаното общо недоверие към комитета от страна на българското правителство и монарха, а също и под международен натиск, последният ръководител на ВМОК генерал Иван Цончев е принуден да разпусне организацията в средата на 1905 година.

### Политическо и обществено влияние
След успешния край на Рилския конгрес на Вътрешната македоно-одринска революционна организация през октомври 1905 година, на който е запазено единството на вътрешната организация, в средите на емиграцията в България отново се появява идеята за създаване на емигрантска благодетелна организация, която да замести разпуснатата ВМОК. По инициатива на варненската емигрантска колония е избран тричленен комитет в състав Андрей Ляпчев – София, Андрей Башев – Плевен и Владимир Дякович – Варна, който да подготви всенародна конференция по македонските работи. На конференцията през същата година се събират над 250 делегати, които препотвърждават политическата идея за автономия на Македония и Одринска Тракия.
Чрез Благодетелният съюз македонската емиграция придобива сериозно политическо представителство в България. В управителното тяло влизат хора от всички политически партии – Иван Георгов и Славчо Бабаджанов – демократи, Марин Тодоров и доктор Тодор Бракалов – стамболовисти, Христо Попов и Кръстан Доцев – радослависти, М. Калъпов и Ф. Бончев – тончевисти, Димитър Христов и доктор Андрей Ходжов – прогресисти, доктор Полихрон Нейчев и доктор Борис Вазов – народняци, Тодор Влайков и Никола Найденов – радикалдемократи и Янко Сакъзов – социалдемократ.
В това време емиграцията притежава и осезателно влияние в обществените среди, като в България се издават около 100 периодични издания по различно време. Най-значими в този период са вестниците „Македония“ на Коста Шахов и „Вечерна поща“ (1900-1914) на Стоян Шангов. Политическите официози също често се занимават с Македонския въпрос, който трайно влиза в полезрението на всички български политически партии и остава водещ за външната политика на България до края на Първата световна война. Обществената нагласа се формира и от честите многохилядни демонстрации и манифестации на македонската емиграция. Такива са организирани след кървавото потушаване на Илинденско-Преображенското въстание и особено след поредицата гръцки изстъпления в Македония, извършени от Гръцката въоръжена пропаганда. Такива са Загоричанското клане, Зеленишката кървава сватба, Неволянското клане и клането в Горно Караджово в периода 1905-1906 година. Тези кланета стават обект на широко обществено внимание в България и страните от Западна Европа, след като са разследвани от международни консулски разследвания и е потвърдена гръцката вина. В България се заражда силно антигръцко движение, издадени са резолюции против политиката на Гърция, а гръцкото малцинство в страната изпада в немилост и става обект на чести нападения.
Събитията в Османската империя след Младотурската революция от юли 1908 година продължават да вълнуват македонската емиграция в България. Нейни активисти преминават в Македония и започват да развиват политическа дейност редом с бившите дейци на ВМОРО в новосъздадените български политически партии Съюз на българските конституционни клубове и Народна федеративна партия (българска секция). Град Солун става притегателен търговски, културен и политически център, като в него се съсредоточава голяма част от икономическия и обществения потенциал на интелигенцията от Македония. Кризата настъпила в Османската империя след 1910 година провокира реактивизация на македонската емиграция в България, както и на ВМОРО в Османската империя, с искане за окончателно решаване на Македонския въпрос по пътя на война между България и Османската империя. Магарешки атентати от 1911-1912 година и последвалите ги кланета над българското население в Македония постигат търсените от ВМОРО цели. Българската общественост реагира остро срещу Османската империя, Македонските братства в България организират протест в София, на който се отзовават над 20 000 души, след което подобни протести се организират и в провинцията. В ранната есен на 1912 година става ясно, че Балканският съюз, насочен срещу Османската империя, е създаден между България, Сърбия, Гърция и Черна гора, като тайните договорки със Сърбия за дележ на Македония остават в тайна от широката общественост. На 17 септември 1912 година в България е обявена мобилизация, а в следващите дни висши български офицери от емиграцията и изпълнителният комитет на Македоно-одринските благотворителни братства започват формирането на Македоно-одринското опълчение. Българската емиграция в Съединените щати е информирана за предстоящата война и в кратки срокове членове на тамошния Македоно-български народен съюз пристигат в България и се включват в опълчението.
Македонската емиграция в България оказва натиск за воденето на Междусъюзническата война, чрез която към България да бъдат присъединени окупираните от гръцки и сръбски войски части на Македония с компактно българско население. С началото на Първата световна война в средата на 1914 година, избухнала между Австро-Унгария и Сърбия, във Велес се създава Комитет на дезертьорите, който прехвърля над 3500 души в България, нежелаещи да служат в сръбската армия. По време на войната македонската емиграция инициира написването на Мемоар на българи от Македония от 27 декември 1917 година, изпратен на представители от Западна Европа и целящ по същество те да приемат присъединяването на Македония към България.

## Влияние между световните войни
На 29 септември 1918 година България подписва Солунското примирие със силите на Антантата, което на пратика води до пълна капитулация на страната. Скоро след края на войната започва Парижката мирна конференция. Още преди това македонската емиграция в България се активизира и започва да развива дейност. През април 1919 година изпълнителният комитет на Съюза на македонските емигрантски организации изпраща до чуждестранните представители намирната конференция мемоар за неделимост на Македония и присъединяване към България или за плебисцит. Подобни искания са представени на американския президент Удроу Уилсън, чиято програма от 14 точки предвижда справедливо разрешаване на националните и етническите въпроси след войната. От него емиграцията очаква на Македония да се даде автономия под протектората на Обществото на народите или да се проведе плебисцит.
В същите условия започва възстановяването на нелегалната Вътрешна македонска революционна организация, които първоначално също се обявяват за пряко присъединяване на Македония към България. След подписването на Ньойския договор ВМРО си поставя за основна цел придобиването на политическа автономия на Македония и обединението и в една независима държава с преобладаващо българско население, със столица Солун. По същото време левицата в македонското освободително движение също е активна. Временното представителство на бившата ВМОРО издава меморандума „Апел към македонското население и към македонската емиграция в България“ и го отправят до представителите на Великите сили на мирната конференция в Париж. В него се застъпват за автономия и неделимост на Македония, теза подкрепена и от брошурата на Димо Хаджидимов „Назад към автономията“, в която той заявява, че автономията на Македония е стъпка към „балканското единство и Балканската федерация“. Организацията се противопоставя на възстановяването на ВМРО, а нейните членове се включват в политическия живот на следвоенна България. Създадени са Емигрантския комунистически съюз (ЕКС) към БКП на Димо Хаджидимов, Емигрантската земеделска дружба към БЗНС на Александър Панов, а през есента на 1920 година от Съюза на македонските емигрантски организации се обособява Временна комисия на македонските братства в България, известна като Македонската емигрантска федеративна организация (МЕФО) на д-р Филип Атанасов, арх. Никола Юруков, Славчо Ковачев, Милан Грашев, Йордан Анастасов
Периодът 1920 - 1924 година е много смутен за македонската емиграция. Една от причините за това е откритата борба на ВМРО с правителството на БЗНС, а от друга междуособиците между различните емигрантски организации и опита за овладяването им от ВМРО. В кратко време революционната организаци се справя с основните поддръжници на БЗНС сред федералистите, като терористи на организацията елиминират Александър Панов, Гьорче Петров, Крум Зографов и други. Последва частично обединение на македонската емиграция в Съюза на македонските емигрантски организации, за да се стигне в средата на 1924 година нова вълна на терор и политически убийства, породена от убийството на Тодор Александров. Тази акция на прочистване на представители на левите движения сред емиграцията, ръководена от новия водач на ВМРО Иван Михайлов, започва с Горноджумайските събития, но за кратко време из цяла България са извършени подобни убийства: на Георги Атанасов, Арсени Йовков, Димо Хаджидимов, Владислав Ковачев, Чудомир Кантарджиев, Александър Буйнов, Георги Скрижовски и много други. Въпреки тези действия на ВМРО, левичарската част от емиграцията не е напълно неутрализирана. Голяма част от активистите и се прехвърлят в Югославия, Западна Европа и СССР и превръщат македонския въпрос в международна и вътрешна за България политическа борба. Тясното свързване на създадената през 1925 година Вътрешна македонска революционна организация (обединена) със Съветска Русия ще я подчини изцяло на Българската комунистическа партия, която от своя страна работи за налагането на антинационалната болшевишка политика на Коминтерна. През 1934 година същата организация приема резолюция по македонския въпрос, в която се приема политическата идея за създаване на македонска нация. Сред младежките комунистически организации в Пиринска Македония като Македонски литературен кръжок тази идея е препотвърдена.
Въпреки сложната политическа обстановка, огромната част от македонската емиграция преодолява трудностите и съумява да изгради мрежа от културно-просветни и благотворителни организации в цяла България и дори зад граница. Още в 1919 година от студенти в Софийски университет е организирано Македонското студентско дружество „Вардар“, наследник на Македонската студентска корпорация „Гоце Делчев“. По подобен начин се конструира Съюза на македонските младежки организации, който изпраща македонски българи да следват в университети в Западна Европа и да развиват дейности в подкрепа на българските претенции в Македония. През 1925 година е създадена от ВМРО и Младежката културно-просветна организация „Тодор Александров“, а през 1926 година Македонски женски съюз, който обединява жените и девойките от македонската емиграция. Всички тези организации поддържат пряка връзка със Съюза на македонските емигрантски организации и действат координирано с нея. Македонската емиграция на пратика получава и пряко политическо представителство в Българския парламент чрез Македонската парламентарна група. Успоредно с тези организации действат новосъздадените Македонски научен институт (1923) и Илинденската организация (1921), чийто печатни издания „Македонски преглед“ и „Илюстрация Илинден“ развиват българска историческа наука по отношение на историята на Македония и македонския въпрос. Македонската емиграция в България поддържа много тесни отношения с цялата македонска емиграция в Западна Европа, Северна и Южна Америка, Австралия и Нова Зеландия, посредством създадената през 1922 година Македонска патриотична организация.
През 1928 година настъпва за втори път сериозна криза сред Македонската емиграция в България. На първо място тя съвпада с фрагментирането на ВМРО на „михайловисти“ и „протогеровисти“ и масовите избивания на дейци на двете крила в периода 1928-1934 година. На второ място това е началото на Голямата депресия, по време на която икономически нестабилната България търпи сериозни последици. Това е основна причина голяма част от емиграцията да се преориентира от традиционните буржоазните емигрантски организации към левичарските движения под контрола на БКП. През 1933 година в Горна Джумая се провежда Велик македонски събор, на който присъстват над 20 000 души и е препотвърдена политическата идея за Независима Македония. През 1934 година политическата обстановка сериозно се променя след извършването на Деветнадесетомайския преврат от страна на политическия кръг „Звено“. Главна геополитическа цел на новата власт е сближаването с Кралство Югославия, което сериозно застрашава интересите на емиграцията от Македония. За да неутрализират всякакви опити за противопоставяне, Звенарите забраняват и разтурят ВМРО, извън закона попадат и всичките политически и обществени македонски сдружения, а голяма част от ръководителите им са арестувани или интернирани във вътрешността на страната. Въпреки това емиграцията постига сериозни успехи, като построяването на монументалните сгради на културните ѝ домове в София и Варна (Македонски културен дом и Македонски културен дом (Варна)), Паметника на незнайния македонски четник, публикуването на сериозните научни трудове Албум-алманах „Македония“, „Освободителните борби на Македония“ и редица други.
Най-значителен и широко разпространен вестник на македонската емиграция е „Македония“ (1926–1934), в който публикуват Георги Кулишев, Йордан Бадев, Кръстьо Велянов, Никола Джеров, Симеон Евтимов и Димитър Талев. Вестник „Зора“ на Данаил Крапчев има голямо обществено влияние, макар да не е обвързан с бежанските македонски организации. В този период редица бежанци от Македония творят и работят в България и постигат значителни културни постижения.
След разгорама на Кралство Югославия и Кралство Гърция от страна на войските на Нацистка Германия през април 1941 година по време на Втората световна война, в огромната си част македонската емиграция в България подкрепя присъединяването на страната към Оста и влизането във владеене на Вардарска Македония и част от Егейска Македония. С нейна помощ в новоприсъединените части набързо са сформирани комитети, с помощта на които българската администрация по-лесно и бързо да нормализира областите след края на военните действия в тях. До края на войната връзките между емиграцията и местното население е много силно, като се организират редица чествания на исторически събития и личности, емиграцията изпраща хуманитарни помощи на бедстващи села и върши други подобни акции. Изключение правят голяма част от комунистическите дейци, които след нападението над СССР активизират въоръжената съпротива в цялата страна. Нейни представители се включват в комунистическата съпротива във Вардарска Македония, а след Деветосептемврийския преврат от 1944 година заемат ръководни позиции в управлението на България и във всички македонски емигрантски организации в страната.

## По време на комунистическото управление
След налагането на комунистическия режим в България голяма част от македонските имигрантски организации са забранени или трансформирани в отделни македонски дружества в големите градове. Част от политическите врагове на новата власт са убити непосредствено след преврата на 9 септември 1944 г., а други са съдени, затваряни за дълго в затвор или интернирани в провинцията. Политическите промени в България се отразяват неблагоприятно и върху дейността на Македонския научен институт. Ръководството на Института начело с професор Никола Стоянов е отстранено и от началото на 1945 година на МВР на България назначава ново ръководство, начело с дотогавашния подпредседател на Изпълнителния съвет професор Димитър Силяновски, който обаче през ноември същата година подава оставка поради засиления натиск от Белград за пропагандиране на македонизма. Новото ръководство се състои от политически лица, начело с Георги Кулишев. По настояване на Белград и Скопие БРП(к) като управляваща партия нарежда през юни 1947 година МНИ да се самоликвидира. Книжовното, документалното и етнографското наследство, а също и костите на големия български революционер и апостол Гоце Делчев са предадени на Скопие.
По същото време започва македонизация в Пиринска Македония. Отказващите да приемат новата идентичност биват преследвани от официалната власт. Изявени общественици, бивши революционери и други, които отказват да се подпишат на преброяването като македонци биват интернирани във вътрешността на България. Заради засилването на политическия терор и насилствената македонизация много жители на Пиринска Македония минават в нелегалност и се включват в Горянското движение. Главен организатор на съпротивителното движение в Санданско, Разложко и Гоцеделчевско е Герасим Тодоров, който организира голяма въоръжена чета. Политиката на насилствена македонизация бива преустановена към края на 50-те и началото на 60-те години.

## След 1989 г.
След демократичните промени от 1989 г. македонската имиграция и наследниците на имигрантите се активизират и подновяват взаимоотношения с македонските организации зад граница. Организирани са няколко македонски събора и няколко организации.